# 逆疑問符と逆感嘆符
逆疑問符（ぎゃくぎもんふ、西: signo de interrogación inicial, 英: inverted question mark, ¿）と逆感嘆符（ぎゃくかんたんふ、西: signo de exclamación inicial, 英: inverted exclamation mark, ¡）はスペイン語や、スペインと文化的なつながりのある言語（例えばアストゥリアス語やワライ語など）で、疑問文や感嘆文、句を始めるための句読点である。これらの記号は、文末または句の末尾で'通常'の疑問符「?」、または感嘆符「!」と対応する。
逆疑問符と逆感嘆符は、ISO-8859-1、Unicode、及びHTMLなどの様々な規格でサポートされている。これらはスペイン語圏の国々向けに設計されたキーボードで直接入力することができる。

## 使用法
逆疑問符「¿」は、疑問文や疑問節の最初の文字の前に書かれ、これから疑問が続くことを示す。これは、他のラテン文字を用いた言語の話者によって認識される標準的な記号"?"を回転させた形である。通常の疑問符は文末や節の末尾に書かれる。
スペイン語は構文上、平叙文と疑問文が同じ文になることがあるため、逆疑問符は特に重要である。「あなたは夏が好きですか？」と「あなたは夏が好きです。」はそれぞれ「¿Te gusta el verano?」と「Te gusta el verano.」と訳される。（スペイン語では、諾否疑問文とそれに対応する平叙文は必ずしも同じ文になるとは限らない。）
平叙文と疑問文の両方を含む文では、疑問文の節は逆疑問符を始める記号で分離される。例えば：「Si no puedes ir con ellos, ¿quieres ir con nosotros?」("彼らと一緒に行けないなら、私たちと行きたいですか？")、ただし「¿Si no puedes ir con ellos, quieres ir con nosotros?」ではない。これは長い文の中で疑問や感嘆を認識するのに役立つ。
ベースラインに沿った印刷では、文末の「！」と「？」とは異なり、逆疑問符「¿」と逆感嘆符「¡」はディセンダーが伸びる。

## 歴史
逆転記号は元々、レアル・アカデミア・エスパニョーラによって推奨され、1754年の「Ortografía de la lengua castellana」（カスティーリャ語の正書法）の第二版で公表された。これは、書かれたスペイン語における質問の始まりを示す記号として推奨されたもので、「¿Cuántos años tienes?」（君は何歳だ？）などがある。また、スペイン王立アカデミーは、感嘆の表現に対しても同じ逆転記号システムを適用し、「¡」と「!」の記号を用いた。
これらの新しいルールは徐々に採用されたが、19世紀の本の中には「¡」も「¿」も使っていない作家もいた。
スペイン語圏外では、1668年にジョン・ウィルキンスが逆感嘆符「¡」を文末に置き、皮肉を示す記号として使用することを提案した。デジデリウス・エラスムスも皮肉を表す句読点が必要だと感じていた者の一人だが、ウィルキンスの提案も他の試みと同様、広く受け入れられることはなかった。

## 採用
短くて明確な質問の場合、一部の作家は逆疑問符を省略する。例えば、"Quién viene?"（誰が来るのか）。これはガリシア語 及びかつてのカタルーニャ語の基準である。カタルーニャ語の一部の権威者、例えばジュアン・スラ・イ・クルタサは、明確さのために開始と終了の疑問符の両方を使用すべきだと主張している。現在のIECのカタルーニャ語の指示では逆転記号を使用するべきでないとされている。
ノーベル賞受賞者であるパブロ・ネルーダ（1904-1973）を含む一部のスペイン語作家は、逆疑問符を使うことを拒否している。
ソーシャルメディアでは、タイピング時間を節約するために逆疑問符を省略することが一般的である。一部の人々は、始まりと終わりの両方に通常の疑問符を使用する(例: "?Por qué dices eso?")。また、疑問符と逆疑問符を文末に置く人もいる(例: "Por qué dices eso¿?"や"Por qué dices eso?¿")。非公式な場所で使われていることを考えるとこれは重要でないかもしれない。しかしながら、教師達はこれを問題視しており、現代の若い学生が不適切に、また誤って学術的な宿題やエッセイにこの慣習を拡大していると主張している（インターネット言語学参照）。

## 同時使用
スペイン語においては、文を逆感嘆符「¡」で始め疑問符「?」で終える、または逆に逆疑問符「¿」で始め感嘆符「!」で終えることが許容される。これは、質問であると同時に明らかな驚きや感嘆の感情を含む文に対して使用される。例えば、¡Y tú quién te crees?（あなたは何様だと思っているのだ？！）。通常は4つの記号が使用され、常に一方のタイプが外側に、他方が内側（ネスト）に配置される（¿¡Y tú quién te crees!?, ¡¿Y tú quién te crees?!）。
ユニコード5.1では、U+2E18 ⸘ inverted interrobangも含まれており、これはインテロバングの逆転バージョンで、興奮と質問を一つの記号で表す非標準的な句読点である。それはまた「gnaborretni」 ([ŋˌnɑːbɔːrˈɛt.ni])（インテロバングを逆さにしたもの）として知られている。

## コンピュータでの使用

### エンコーディング
「¡」と「¿」は、ISO-8859-1から受け継いだ "Latin-1 Supplement" Unicode blockに存在する：
- 「¡」：U+00A1 ¡ inverted exclamation mark
- 「¿」：U+00BF ¿ inverted question mark

### 文字の入力

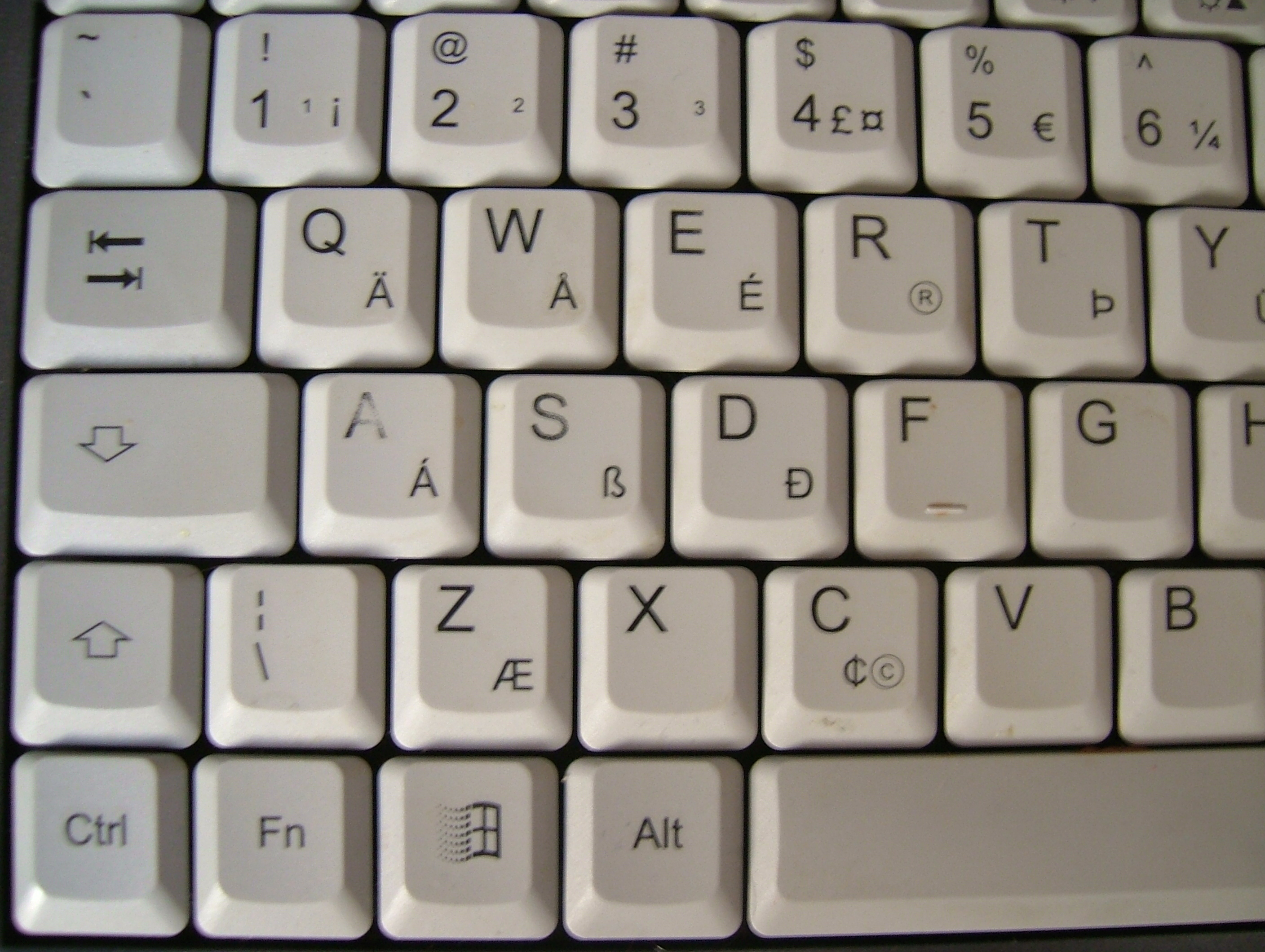
現代のUS-Internationalキーボードでは、AltGrキー+1で「¡」文字にアクセスできる。また、US-Internationalキーボードレイアウトに切り替えることで、標準のUSキーボードでも利用可能である。

「¿」と「¡」は、スペイン語圏の国々用に設計されたすべてのキー配列に存在する。スマートフォンでは通常、画面上のキーボードで「?」または「!」を長押しすることでこれらが提供される。オートコレクト機能は、文の始まりで通常の記号を入力すると、しばしばそれを逆転記号に変換する。
AltGrキー（実際のものまたは右Altキーによるエミュレーション）と拡張（または「国際」）キー配列が設定されているシステムでは、これらの記号に直接アクセスできるが、OSや地域によってその手順は異なる：例えばWindowsとUS-Internationalでは、AltGr+1とAltGr+/を使用する；ChromeOS with UK-Extendedでは、AltGr+⇧ Shift+1とAltGr+⇧ Shift+-を使用する。
|                | ¡                             | ¿                             |
| -------------- | ----------------------------- | ----------------------------- |
| Windows        | ⎇ Alt+17+3 ⎇ Alt+01+6+1       | ⎇ Alt+16+8 ⎇ Alt+01+9+1       |
| Microsoft Word | Ctrl+⎇ Alt+⇧ Shift+1          | Ctrl+⎇ Alt+⇧ Shift+/          |
| Linux          | Compose+!+! Ctrl+⇧ Shift+uA+1 | Compose+?+? Ctrl+⇧ Shift+uB+F |
| macOS          | ⌥ Option+1                    | ⌥ Option+⇧ Shift+/            |
| HTML           | &iexcl; &#161;                | &iquest; &#191;               |
| LaTeX          | !` \textexclamdown            | ?` \textquestiondown          |